# 内島忠俊
内島 忠俊（うちがしま ただとし）は、鎌倉時代前期の武士。内ヶ島氏の祖。

## 生涯
武蔵七党猪俣党の岡部氏の一族で、武蔵国榛沢郡内ヶ島を名字の地として内島氏（内ヶ島氏）を称した。一ノ谷の戦いの活躍で知られる岡部忠澄は従兄弟にあたるという。承久3年（1221年）承久の乱に際して総大将となった北条泰時直属の部将として北条時氏・有時や尾藤景綱、平盛綱らとともに出陣。宇治川の戦いでは弟の家経が戦死したが、自身は2人を討ち取る功を挙げた。
建長2年（1250年）忠俊の跡の御家人役として、新閑院造営の雑掌が割り当てられている。また『吾妻鏡』建長3年（1251年）8月21日条と建長5年（1253年）10月11日条に、既に入道している子の盛経の名が見られる。